# Козловский, Константин Григорьевич
Константи́н Григо́рьевич Козло́вский (бел. Канстанцін (Косцік) Рыгоравіч Казлоўскі, 1886, Новогрудский уезд, Минская губерния, Российская империя — 12 июля 1981, Новогрудский район, Гродненская область, БССР, СССР) — белорусский крестьянин, праведник мира, спасший более 500 евреев в период Холокоста.

## Биография
Константин Козловский родился в 1886 году на хуторе Мокрец в 11 км от Новогрудка по дороге на Лиду. Его отец Григорий работал на мельнице, семья Козловских имела 1,5 гектара земли. В детстве родители отдали Константина в обучение к еврею-сапожнику. Благодаря этому он выучил язык идиш и свободно общался на нём с еврейскими соседями из деревни Станкевичи.
Семья зарабатывала на жизнь мелкой торговлей, Константин ездил по округе, покупал и продавал товары, а также производил самогон. Его первая жена умерла во время родов в 1938 году и он в одиночку растил пятерых детей.
В 1941 году, когда немцы оккупировали Белоруссию, они начали массовые убийства евреев. Среди убежавших от расстрела были братья Бельские, с которыми Константин дружил с самого детства. Он спрятал у себя дома жену старшего из братьев — Тувьи. Тувья Бельский стал командиром еврейского партизанского отряда.
В дальнейшем дом Козловского стал перевалочным пунктом для бежавших из новогрудского гетто в партизаны евреев, партизаны Бельского регулярно наведывались к Козловскому забрать очередную группу беглецов. По оценкам Института «Яд ва-Шем», Козловский спас более 500 евреев. По данным энциклопедии «Холокост на территории СССР», Козловский переправил в отряд Бельского более 300 евреев.
Весной 1943 года в отсутствие Константина на хутор с обыском приехала полиция. Троих прятавшихся у Константина еврейских детей не нашли по счастливой случайности. Его младшего сына избили шомполом до потери сознания и выбросили на дорогу недалеко от деревни. После этого семья Козловских ушла в лес к партизанам.
После освобождения Белоруссии от немецкой оккупации Константин построил новый дом в деревне Ловцы, где работал заготовителем до пенсии. Он умер 12 июля 1981 года в возрасте 95 лет. Похоронен на сельском кладбище деревни Скамейка.
Брат Константина Иван Козловский во время оккупации служил в полиции в Новогрудке, но помогал евреям в гетто, добывал оружие и лекарства для партизан. Был казнён немцами.

## Признание и память

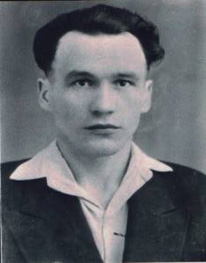
Сын Константина Владимир Козловский

Образ Константина Козловского в фильме «Вызов»

Информация о подвиге Козловского не была опубликована до распада СССР. Даже внуки Константина не были в курсе его деятельности во время войны.
22 декабря 1993 года израильский Институт Катастрофы и героизма Яд ва-Шем за участие в спасении евреев от геноцида присвоил Константину Козловскому и его сыновьям, Геннадию и Владимиру, почетное звание «Праведник народов мира».
Константин является прототипом одного из героев фильма Эдварда Цвика «Вызов», о партизанском отряде братьев Бельских. По сюжету, за помощь евреям герой фильма Костик был повешен немцами.